# Kim Min-jae
Kim Min-jae (Tongyeong, 15 december 1996) is een Zuid-Koreaanse voetballer die doorgaans als verdediger speelt. Hij verruilde Napoli in 2023 voor Bayern München. Kim debuteerde in 2017 in het Zuid-Koreaans voetbalelftal.

## Carrière

### Zuid-Korea
Kim kwam in de jeugd uit voor de teams van achtereenvolgens Tongyeong Elementary, Suwon Technical High School en Yonsei University. Hij debuteerde in 2016 in het betaald voetbal in het shirt van Gyeongju Korea. Dat was op dat moment actief in de Korea National League, het derde niveau in Zuid-Korea. Kim verruilde Gyeongju Korea in januari 2017 voor Jeonbuk Hyundai Motors, de nummer twee van de K League 1 in het voorgaande seizoen. Hij werd meteen basisspeler en werd in zijn eerste jaar landskampioen met de club. Kim speelde als gevolg daarvan op 13 februari 2018 zijn eerste wedstrijd in de AFC Champions League. Zijn ploeggenoten en hij wonnen die dag met 3–2 van Kashiwa Reysol. In totaal kwam hij in twee seizoenen tot 60 wedstrijden en drie goals.

### China
In 2018 maakte hij zijn eerste buitenlandse transfer naar het Chinese Beijing Sinobo Guoan. In zijn eerste seizoen werd hij met de club tweede in de Chinese competitie, maar het werd nooit een gelukkige combinatie. In mei 2020 kwam Kim in het nieuws omdat hij vertelde ontevreden te zijn over de speelstijl van zijn teamgenoten. Hij kwam tot 59 wedstrijden voor Beijing Sinobo Guoan.

### Fenerbahçe
In augustus 2021 maakte hij zijn eerste transfer buiten (oost)-Azië, namelijk naar het Turkse Fenerbahçe SK. De club betaalde 3 miljoen euro voor hem en gaf hem een contract tot de zomer van 2025. Hij was meteen onbetwist basisspeler en kwam in zijn eerste seizoen tot 40 wedstrijden en één goal. Ook maakte hij indruk in de UEFA Europa League 2021/22. Na één seizoen genoot hij meteen de aandacht van Europese teams.

### Napoli
In juli 2022 tekende hij een driejarig contract bij SSC Napoli. Napoli betaalde 18 miljoen euro voor de Zuid-Koreaan, die gehaald werd als de vervanger voor de naar Chelsea vertrokken clubicoon Kalidou Koulibaly. Napoli begon goed aan de competitie en stond lange tijd eerste, net als in de Champions League-poule met Liverpool, Ajax en Rangers. Kim blonk daarin uit, want hij werd verkozen tot Serie A-speler van de maand september. Hij werd met Napoli kampioen van de Serie A, voor het eerst in 33 jaar en voor de derde keer in de clubgeschiedenis. Hij was daarin heel belangrijk. Hij kwam tot 45 wedstrijden en twee goals in zijn enige seizoen bij Napoli.

### Bayern München
In juli 2023 tekende hij een vijfjarig contract bij de Duitse recordkampioen Bayern München, dat de afkoopclausule van 50 miljoen euro lichtte en hem overnam van Napoli. Hij begon als basisspeler aan het seizoen, met Dayot Upamecano naast hem. Op 17 december was hij tegen VfB Stuttgart (3-0 overwinning) goed voor zijn eerste goal en zijn eerste assist voor Bayern. In januari en februari miste Kim vijf wedstrijden door deelname aan de Azië Cup. Halverwege maart was hij zijn basisplaats kwijt aan Matthijs de Ligt en Eric Dier.

## Clubstatistieken
| Seizoen | Club                   | Competitie            | Competitie | Competitie | Beker | Beker | Internationaal | Internationaal | Totaal | Totaal |
| Seizoen | Club                   | Competitie            | Wed.       | Dlp.       | Wed.  | Dlp.  | Wed.           | Dlp.           | Wed.   | Dlp.   |
| ------- | ---------------------- | --------------------- | ---------- | ---------- | ----- | ----- | -------------- | -------------- | ------ | ------ |
| 2016    | Gyeongju Korea         | Korea National League | 17         | 0          | 0     | 0     | —              | —              | 17     | 0      |
| 2017    | Jeonbuk Hyundai Motors | K League 1            | 29         | 2          | 1     | 0     | —              | —              | 30     | 2      |
| 2018    | Jeonbuk Hyundai Motors | K League 1            | 23         | 1          | 1     | 0     | 6              | 0              | 30     | 1      |
| 2019    | Beijing Guoan          | Super League          | 26         | 0          | 2     | 0     | 6              | 0              | 34     | 0      |
| 2020    | Beijing Guoan          | Super League          | 17         | 0          | 0     | 0     | 6              | 0              | 23     | 0      |
| 2021    | Beijing Guoan          | Super League          | 2          | 0          | 0     | 0     | —              | —              | 2      | 0      |
| 2021/22 | Fenerbahçe             | Süper Lig             | 31         | 1          | 1     | 0     | 8              | 0              | 40     | 1      |
| 2022/23 | Napoli                 | Serie A               | 35         | 2          | 1     | 0     | 9              | 0              | 45     | 2      |
| 2023/24 | Bayern München         | Bundesliga            | 25         | 1          | 2     | 0     | 9              | 0              | 36     | 1      |
| 2024/25 | Bayern München         | Bundesliga            | 27         | 2          | 3     | 0     | 13             | 1              | 33     | 3      |
| TOTAAL  | TOTAAL                 | TOTAAL                | 232        | 9          | 11    | 0     | 57             | 1              | 290    | 10     |

Bijgewerkt tot en met het seizoen 2024/25.

## Interlandcarrière
Kim debuteerde op 31 augustus 2017 in het Zuid-Koreaans voetbalelftal. Hij begon in de basis en speelde 84 minuten tijdens een kwalificatiewedstrijd voor het WK 2018, thuis tegen Iran (0–0).

## Erelijst
| Competitie             | Aantal                 | Jaren                  |                        |                        |
| Jeonbuk Hyundai Motors | Jeonbuk Hyundai Motors | Jeonbuk Hyundai Motors | Jeonbuk Hyundai Motors | Jeonbuk Hyundai Motors |
| ---------------------- | ---------------------- | ---------------------- | ---------------------- | ---------------------- |
| K League 1             | 2×                     | 2017, 2018             |                        |                        |
| SSC Napoli             |                        |                        |                        |                        |
| Serie A                | 1×                     | 2022/23                |                        |                        |
| Bayern München         |                        |                        |                        |                        |
| Bundesliga             | 1×                     | 2024/25                |                        |                        |

1 Neuer  ·
2 Upamecano ·
3 Kim ·
6 Kimmich ·
7 Gnabry ·
8 Goretzka ·
9 Kane ·
10 Sané ·
11 Coman ·
15 Dier ·
16 Palhinha ·
17 Olise ·
18 Peretz ·
19 Davies ·
21 Ito ·
22 Guerreiro ·
23 Boey ·
24 Vidović ·
25 Müller ·
26 Ulreich ·
27 Laimer ·
28 Buchmann ·
40 Urbig ·
42 Musiala ·
44 Stanišić ·
45 Pavlović ·
Coach: Kompany
· Assistent-coach: Danks
1 Kim S. ·
2 Yoon ·
3 Kim J. ·
4 Kim Mi. ·
5 Jung ·
6 Hwang I. ·
7 Son H.  ·
8 Paik ·
9 Cho G. ·
10 Lee J. ·
11 Hwang H. ·
12 Song B. ·
13 Son J. ·
14 Hong ·
15 Kim Mo. ·
16 Hwang U. ·
17 Na ·
18 Lee K. ·
19 Kim Y. ·
20 Kwon K. ·
21 Jo ·
22 Kwon C. ·
23 Kim T. ·
24 Cho Y. ·
25 Jeong ·
26 Song M. ·
Coach: Bento